# Acherontides bullocki
Acherontides bullocki är en urinsektsart som beskrevs av Palacios-Vargas och Gòmez-Anaya 1996. Acherontides bullocki ingår i släktet Acherontides och familjen Hypogastruridae. Inga underarter finns listade i Catalogue of Life.